# ماریا لوپز هیدالگو
ماریا لوپز هیدالگو (انگلیسی: María López Hidalgo؛ زادهٔ ۶ آوریل ۱۹۸۸) بازیکن فوتبال اهل اسپانیا است.
از باشگاه‌هایی که در آن بازی کرده‌است می‌توان به باشگاه فوتبال زنان اتلتیکو مادرید و باشگاه فوتبال ویارئال اشاره کرد.